# Samuel Hopkins Adams
Pour les articles homonymes, voir Adams.
Samuel Hopkins Adams, né le 26 janvier 1871 à Dunkirk dans l’État de New York et mort le 16 novembre 1958  à Beaufort en Caroline du Sud, est un journaliste et écrivain américain.

## Biographie
Il se fait connaître en dévoilant des problèmes de santé publique, et comme dénicheur de scandales. Il a révélé un grand nombre de fausses allégations concernant des médicaments brevetés, en soulignant que, dans certains cas, ces médicaments étaient préjudiciables à la santé des personnes. Ses articles ont eu un impact énorme et ont conduit à l’adoption du Pure Food and Drug Act en 1906.
Il est un auteur prolifique de nouvelles et de romans. Plusieurs ont fait l’objet d'une adaptation au cinéma : Les Endiablées, New York-Miami, L'Enchanteresse, Un homme a disparu, Les Demoiselles Harvey, L'Extravagante Héritière..
Ses œuvres ne sont pas traduites en français.